# MTV Movie & TV Awards 2017
La 26ª edizione degli MTV Movie & TV Awards si è tenuta il 7 maggio 2017 presso i Shrine Auditorium di Los Angeles, California.
Da questa edizione, per la prima volta, sono state presentate candidature sia per il cinema che per la televisione; è anche stata la prima edizione in cui uomini e donne competono nella stessa categoria senza distinzione di genere.
La cerimonia è stata presentata da Adam DeVine.

## Vincitori e candidati
Le candidature sono state annunciate il 6 aprile 2017. I vincitori saranno indicati in grassetto, a seguire gli altri candidati.

### Miglior film
- La Bella e la Bestia (Beauty and the Beast), regia di Bill Condon
- Scappa - Get Out (Get Out), regia di Jordan Peele
- Logan: The Wolverine (Logan), regia di James Mangold
- Rogue One: A Star Wars Story, regia di Gareth Edwards
- 17 anni (e come uscirne vivi) (The Edge of Seventeen), regia di Kelly Fremon Craig

### Miglior performance in un film
- Emma Watson - La Bella e la Bestia (Beauty and the Beast)
- Daniel Kaluuya - Scappa - Get Out (Get Out)
- Hailee Steinfeld - 17 anni (e come uscirne vivi) (The Edge of Seventeen)
- Hugh Jackman - Logan: The Wolverine (Logan)
- James McAvoy - Split
- Taraji P. Henson - Il diritto di contare (Hidden Figures)

### Serie dell'anno
- Stranger Things
- Atlanta
- Il trono di spade (Game of Thrones)
- Insecure
- Pretty Little Liars
- This Is Us

### Miglior performance in una serie
- Millie Bobby Brown - Stranger Things
- Donald Glover - Atlanta
- Emilia Clarke - Il trono di spade (Game of Thrones)
- Gina Rodriguez - Jane the Virgin
- Jeffrey Dean Morgan - The Walking Dead
- Mandy Moore - This Is Us

### Miglior performance comica
- Lil Rel Howery - Scappa - Get Out (Get Out)
- Adam DeVine - Workaholics
- Ilana Glazer e Abbi Jacobson - Broad City
- Seth MacFarlane - I Griffin (Family Guy)
- Seth Rogen - Sausage Party - Vita segreta di una salsiccia (Sausage Party)
- Will Arnett - LEGO Batman - Il film (The Lego Batman Movie)

### Miglior documentario
- 13TH
- I Am Not Your Negro
- O.J.: Made in America
- This Is Everything: Gigi Gorgeous
- TIME: The Kalief Browder Story

### Miglior conduttore
- Trevor Noah - The Daily Show
- Ellen DeGeneres - The Ellen DeGeneres Show
- John Oliver - Last Week Tonight With John Oliver
- RuPaul - America's Next Drag Queen (RuPaul’s Drag Race)
- Samantha Bee - Full Frontal With Samantha Bee

### Miglior storia americana
- Black-ish
- Fresh Off the Boat
- Jane the Virgin
- Moonlight
- Transparent

### Prossima Generazione
- Daniel Kaluuya - Scappa - Get Out (Get Out)
- Riz Ahmed - Rogue One: A Star Wars Story
- Chrissy Metz - This Is Us
- Issa Rae - Insecure
- Yara Shahidi - Black-ish

### Miglior scena strappalacrime
- This Is Us - Jack (Milo Ventimiglia) e Randall (Lonnie Chavis) a lezione di karate
- Il trono di spade (Game of Thrones) - La morte di Hodor (Kristian Nairn)
- Grey’s Anatomy - Meredith (Ellen Pompeo) racconta ai suoi figli la morte di Derek
- Io prima di te (Me Before You) - Will (Sam Claflin) dice a Louisa (Emilia Clarke) che non può stare con lei
- Moonlight - Paula (Naomie Harris) dice a Chiron (Trevante Rhodes) che gli vuole bene

### Miglior eroe
- Taraji P. Henson - Il diritto di contare (Hidden Figures)
- Felicity Jones - Rogue One: A Star Wars Story
- Grant Gustin - The Flash
- Mike Colter - Luke Cage
- Millie Bobby Brown - Stranger Things
- Stephen Amell - Arrow

### Miglior cattivo
- Jeffrey Dean Morgan - The Walking Dead
- Allison Williams - Scappa - Get Out (Get Out)
- Il Demogorgone - Stranger Things
- Jared Leto - Suicide Squad
- Wes Bentley - American Horror Story

### Miglior bacio
- Ashton Sanders e Jharrel Jerome - Moonlight
- Emma Stone e Ryan Gosling - La La Land
- Emma Watson e Dan Stevens - La Bella e la Bestia (Beauty and the Beast)
- Taraji P. Henson e Terrence Howard - Empire
- Zac Efron e Anna Kendrick - Mike & Dave - Un matrimonio da sballo (Mike and Dave Need Wedding Dates)

### Miglior combattimento
- Il diritto di contare (Hidden Figures)
- Scappa - Get Out (Get Out)
- Loving
- Luke Cage
- Mr. Robot

### Miglior Duo
- Hugh Jackman e Dafne Keen - Logan: The Wolverine (Logan)
- Adam Levine e Blake Shelton - The Voice
- Daniel Kaluuya e Lil Rel Howery - Scappa - Get Out (Get Out)
- Brian Tyree Henry e Lakeith Stanfield - Atlanta
- Josh Gad e Luke Evans - La Bella e la Bestia (Beauty and the Beast)
- Martha Stewart e Snoop Dogg - Martha and Snoop’s Potluck Dinner Party

### Miglior Reality
- America's Next Drag Queen (RuPaul’s Drag Race)
- America’s Got Talent
- MasterChef Junior
- The Bachelor
- The Voice

### Trending
- Run The World (Girls) Channing Tatum e Beyoncé - Lip Sync Battle
- Sean Spicer Press Conference ft. Melissa McCarthy - Saturday Night Live
- Lady Gaga Carpool Karaoke - The Late Late Show with James Corden
- Cash Me Outside How Bout Da - Dr. Phil
- Wheel of Musical Impressions with Demi Lovato - The Tonight Show Starring Jimmy Fallon
- Winona Ryder’s Winning SAG Awards Reaction - Screen Actors Guild Awards 2017

### Miglior momento musicale
- You’re the One That I Want - Cast - Grease: Live
- Beauty and the Beast - Ariana Grande e John Legend - La Bella e la Bestia (Beauty and the Beast)
- Can’t Stop the Feeling! - Justin Timberlake - Trolls
- How Far I’ll Go - Auli’i Cravalho - Oceania (Moana)
- City of Stars - Ryan Gosling e Emma Stone - La La Land
- You Can’t Stop The Beat - Cast - Hairspray Live!
- Be That As It May - Herizen Guardiola - The Get Down

### MTV Generation Award
- Fast and Furious (serie di film)[6]